# Empis mollita
Empis mollita är en tvåvingeart som beskrevs av Collin 1933. Empis mollita ingår i släktet Empis och familjen dansflugor. Inga underarter finns listade i Catalogue of Life.